# Wiers
Wiers is een dorp in de Belgische provincie Henegouwen, en een deelgemeente van de Waalse stad Péruwelz. Wiers was een zelfstandige gemeente, tot die bij de gemeentelijke herindeling van 1977 toegevoegd werd aan de gemeente Péruwelz. Het dorp wordt doorsneden door het kanaal Nimy-Blaton-Péronnes.

## Bezienswaardigheden
- Het Château de Biez was vanouds de zetel van een heerlijkheid die in de 13e eeuw al werd genoemd. In 1478 werd het kasteel verwoest waarna in etappes een herbouw plaatsvond. Het poortgebouw in barokstijl is van 1630.
- De Sint-Amanduskerk (Église Saint-Amand) werd in 1911-1912 gebouwd en verving een gotisch kerkgebouw dat in 1910 door brand werd verwoest.

## Natuur en landschap
De hoogte aan de kerk bedraagt 26 meter.

## Demografische ontwikkeling
- Bronnen:NIS, Opm:1831 tot en met 1970=volkstellingen

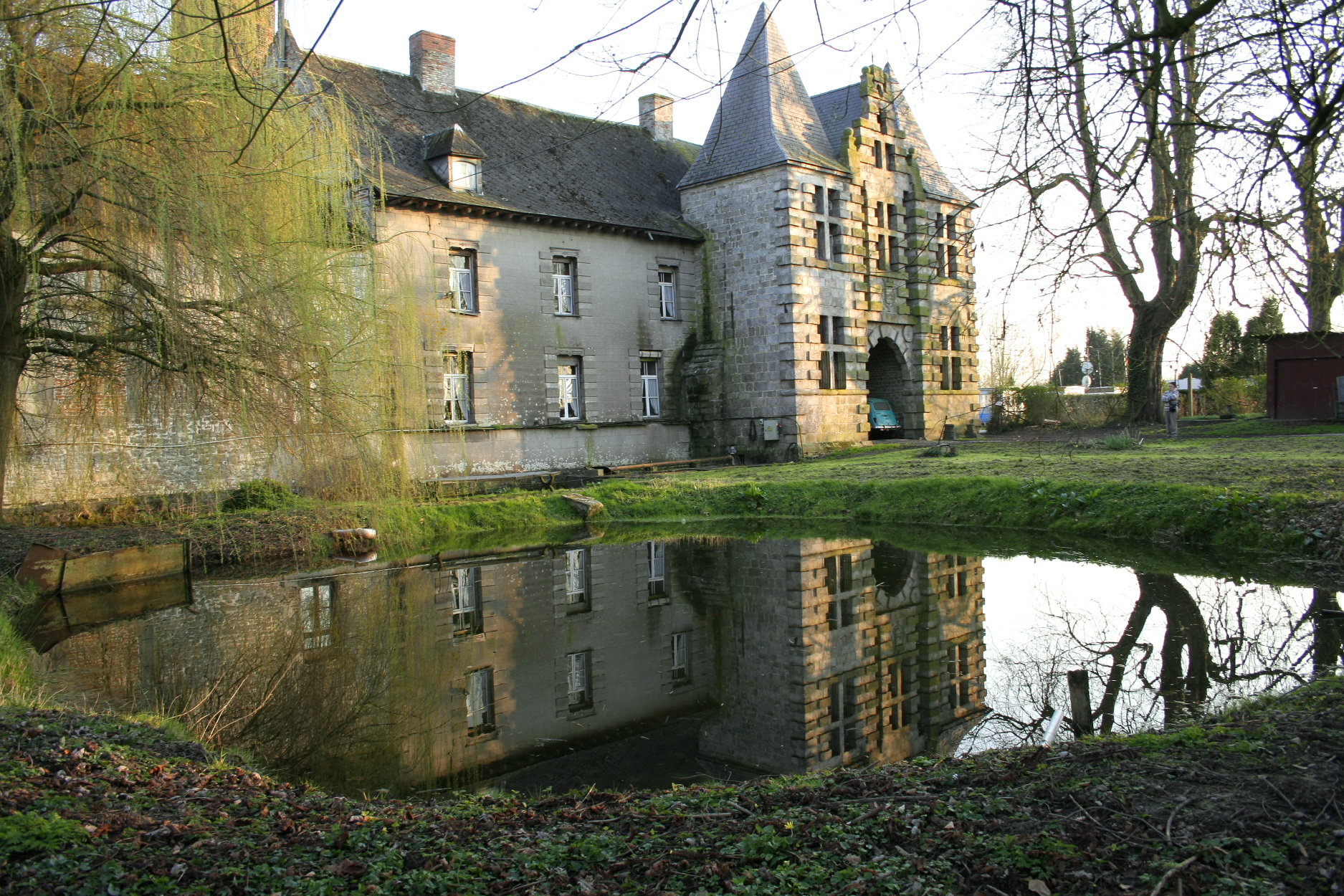
Wiers, Kasteel van Biez.

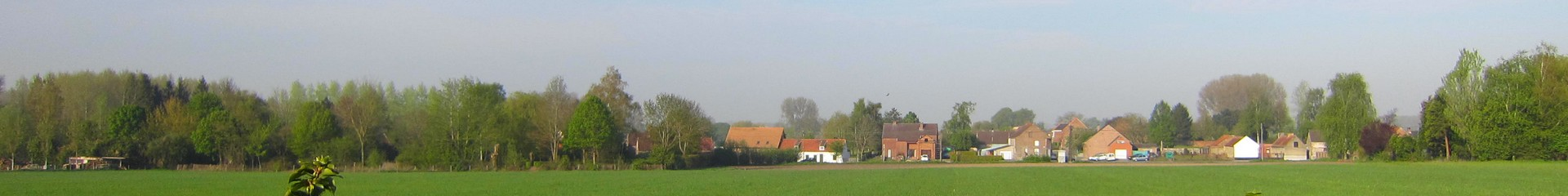
Panoramafoto van Wiers

## Nabijgelegen kernen
Callenelle, Péruwelz, Hergnies, Vieux-Condé